# تاريخ دولة فلسطين
إن تاريخ دولة فلسطين يصف إنشاء دولة فلسطين وتطورها في الضفة الغربية و‌قطاع غزة.
خلال فترة الانتداب، اقترحت خطط عديدة لتقسيم فلسطين ولكن دون موافقة جميع الأطراف. وفي عام 1947، تم التصويت على خطة الأمم المتحدة لتقسيم فلسطين. وأدى ذلك إلى نشوب حرب فلسطين 1948، التي أنشأت دولة يهودية ولكن بدون دولة فلسطينية. منذ ذلك الحين كانت هناك مقترحات لإقامة دولة فلسطينية. ففي عام 1969، على سبيل المثال، اقترحت منظمة التحرير إنشاء دولة ثنائية القومية على كامل أراضي الانتداب البريطاني السابق. وقد رفضت إسرائيل هذا الاقتراح، لأنه كان سيرقى إلى نهاية دولة إسرائيل. أساس المقترحات الحالية هو الحل القائم على وجود دولتين إما على جزء من الأراضي الفلسطينية أو برمتها–قطاع غزة والضفة الغربية، بما في ذلك القدس الشرقية، التي احتلتها إسرائيل منذ عام 1967.

## خلفية
عند انحلال الإمبراطورية العثمانية في أعقاب الحرب العالمية الأولى، قامت الدول الأوروبية المنتصرة بتقسيم العديد من مناطقها المكونة إلى دول منشأة حديثًا بموجب انتدابات عصبة الأمم وفقًا للصفقات التي تم التوصل إليها مع الأطراف المعنية الأخرى. في الشرق الأوسط، أصبحت سوريا (بما في ذلك لبنان المسيحي العثماني الذاتي الحكم والمناطق المحيطة التي أصبحت الجمهورية اللبنانية) خاضعة للسيطرة الفرنسية، في حين خصصت بلاد الرافدين وفلسطين لبريطانيا.
معظم هذه الدول حققت الاستقلال خلال العقود الثلاثة التالية دون صعوبة كبيرة، وإن كانت التركة الاستعمارية، في بعض النظم، استمرت من خلال منح حقوق حصرية في السوق/الإنتاج النفطي والاحتفاظ بقوات للدفاع عنها. غير أن قضية فلسطين ظلت إشكالية.
كانت القومية العربية في تصاعد بعد الحرب العالمية الثانية، ربما كان ذلك بعد مثال القومية الأوروبية. ودعت المتعقدات العربية إلى إنشاء دولة علمانية واحدة لجميع العرب.

## فترة الانتداب

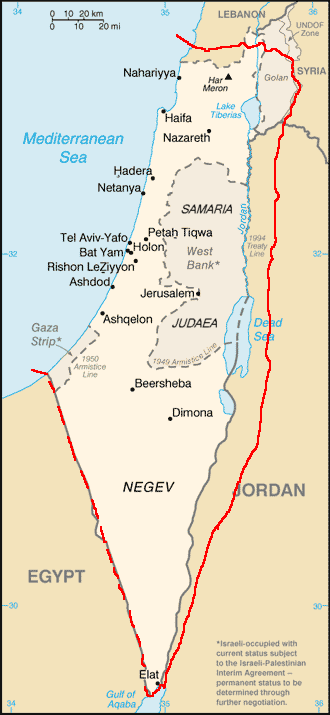
خريطة تبين حدود المحمية المقترحة لفلسطين، علي النحو الذي أوجزه الممثلون الصهاينة في مؤتمر باريس للسلام 1919، التي فرضت على الحدود الحديثة

في عام 1917 أصدرت الحكومة البريطانية إعلان بلفور الذي أعلن التأييد البريطاني لإنشاء «وطن قومي للشعب اليهودي في فلسطين». الإعلان حظي بالتحريب الحار من الكثير من اليهود في جميع أنحاء العالم، ولكن عارضه القادة الفلسطينيين والعرب، الذين ادعوا لاحقًا أن الهدف كان خرقًا للوعود التي قدمت إلى شريف مكة في عام 1915، مقابل مساعدة عربية في محاربة الإمبراطورية العثمانية) أثناء الحرب العالمية الأولى.
وقد قدمت مقترحات مختلفة كثيرة وما زالت تبذل لحل معضلة الأهداف المتنافسة، بما في ذلك دولة عربية مع أو بدون عدد كبير من السكان اليهود، دولة يهودية، مع أو بدون عدد كبير من السكان العرب، دولة واحدة ثنائية القومية، مع أو بدون درجة معينة من التقسيم الكانتوني، دولتان، إحداهما ثنائية القومية والأخرى عربية، مع أو بدون شكل من أشكال الفدرالية، ودولتين، يهودية وعربية، مع أو بدون شكل من أشكال الفدرالية.
في الوقت نفسه، أكد العديد من القادة العرب أنه ينبغي لفلسطين أن تنضم إلى دولة عربية أكبر تغطي منطقة الشام غير الدقيقة. وقد أعرب عن هذه الآمال في اتفاق فيصل-وايزمان الذي وقعه فيصل الأول الذي سيصبح قريبًا الحاكم العراقي والزعيم الصهيوني حاييم وايزمان. وعلى الرغم من ذلك، الوعد بدولة عربية بما فيها فلسطين تبدد حيث أعلنت سوريا و‌لبنان و‌الأردن استقلالها عن حكامها الأوروبيين، بينما فلسطين الغربية احتضنت في الصراع العربي اليهودي النامي.
في ضوء هذه التطورات، بدأ العرب يطالبون بدولتهم في الانتداب البريطاني على فلسطين وبوضع حد للدعم البريطاني لإنشاء الوطن اليهودي وللهجرة اليهودية. وقد اكتسبت الحركة زخمًا قويًا خلال عشرينات وثلاثينات القرن العشرين حيث ارتفعت الهجرة اليهودية. تحت ضغط من الحركة القومية الناشئة، فرض البريطانيون الكتب البيضاء، وهي سلسلة من القوانين التي تحد كثيرًا من الهجرة اليهودية وبيع الأراضي لليهود. القوانين، التي تم تمريرها في عام 1922 و1930 و1939، تتفاوت في شدتها، ولكن كلها حاولت إيجاد توازن بين البريطاني مع اليهود والعرب.

### مراسلات الحسين–مكماهون (1915–16)
في السنوات الأولى من الحرب العالمية الأولى، جرت مفاوضات بين المفوض السامي البريطاني في مصر هنري مكماهون وشريف مكة علي بن الحسين من أجل نوع من التحالف بين الحلفاء والعرب في الشرق الأدنى ضد العثمانيين. في 24 أكتوبر 1915، أرسل مكماهون إلى الحسين مذكرة وصفها العرب بأنه «إعلان استقلالهم». في رسالة مكماهون، وهي جزء من مراسلات الحسين–مكماهون، أعلن مكماهون عن استعداد بريطانيا للاعتراف باستقلال العرب، سواء في بلاد الشام والحجاز، مع مراعاة بعض الاستثناءات. وذكرت نيابة عن عن حكومة بريطانيا العظمى ما يلي:
لا يمكن القول بأن مقاطعتي مرسين وإسكندرون وأجزاء من سوريا تقع إلى الغرب من مقاطعات دمشق وحمص وحماة وحلب عربية بحتة، وينبغي استبعادها من الحدود المطلوبة.

ومع التعديل المذكور أعلاه، ودون المساس بمعاهداتنا القائمة مع الزعماء العرب، فإننا نقبل تلك الحدود.

أما بالنسبة للمناطق التي تقع ضمن تلك الحدود التي تتمع فيها بريطانيا العظمى بحرية التصرف بدون الإضرار بمصلحة حليفتها، فرنسا، فإني مخول باسم حكومة بريطانيا العظمى بتقديم الضمانات التالية وتقديم الرد التالي على رسالتكم:
1. ورهنًا بالتعديلات المذكورة أعلاه، فإن بريطانيا العظمى مستعدة للاعتراف ودعم استقلال العرب في جميع المناطق ضمن الحدود التي يطالب بها شريف مكة.

كانت الاستثناءات من السيطرة العربية على بعض المناطق المحددة في مذكرة مكماهون لتعقد بشكل خطير مشاكل السلام في الشرق الأدنى. وفي ذلك الوقت، كانت الأجزاء العربية من الإمبراطورية العثمانية مقسمة إلى وحدات إدارية تسمى ولايات وسناجق. وقد قسمت فلسطين إلى سنجقي عكا ونابلس، وكلاهما كانا جزء من ولاية بيروت، وسنجق مستقل في القدس. وشملت المناطق المستثنية من السيطرة العربية بمذكرة مكماهون «سوريا الواقعة إلى الغرب من مقاطعات دمشق وحمص وحماة وحلب». وفي الفترة ما بين 1916–20، فسرت الحكومة البريطانية هذه الالتزامات بأنها تشمل فلسطين في المنطقة العربية. ومع ذلك، في كتاب تشرشل الأبيض، قالوا بدلًا من ذلك أن «دمشق» تعني الولاية وليس مدينة دمشق، وتبعًا لذلك تم استبعاد تقريبًا كل فلسطين من السيطرة العربية. ودخل البريطانيون في اتفاقية سايكس بيكو السري في 16 مايو 1916 والتزام إعلان بلفور عام 1917، على سبيل المثال، على هذا الأساس.
إلا أن العرب أصروا في مؤتمر باريس للسلام 1919 الذي عقد في نهاية الحرب على أن «دمشق» تعني مدينة دمشق – الذي ترك فلسطين في أيديهم. غير أن هذه المشاكل المتعلقة بالتسفير لم تحدث في عام 1915 للحسين، الذي وافق على الصياغة البريطانية.
على الرغم من الاعتراضات العربية التي تستند جزئيًا إلى التسفير العربي لمراسلات مكماهون المشار إليها أعلاه، فقد منحت بريطانيا انتداب عصبة الأمم على فلسطين. وقد تمت إدارة الانتداب بوصهما إقليمين: فلسطين و‌شرق الأردن، حيث أن نهر الأردن هو الحد الفاصل بينهما. كما أن الحدود المنصوص عليها في الانتداب لا تتبع تلك التي سعت إليها الجالية اليهودية، التي سعت إلى إدراج الضفة الشرقية للأردن في الأرض الفلسطينية، التي سينبطق عليها هدف الانتداب المتعلق بوطن للشعب اليهودي. وقد أوضح من قبل بدء الانتداب، وأدرج بند بها المعنى في الانتداب، وهو أن الهدف المحدد في الانتداب لن ينطبق على شرق الأردن في أعقاب صدور مذكرة شرق الأردن. وكان شرق الأردن متجهًًا إلى الاستقلال المبكر. وكان الهدف من الانتداب هو أن ينطبق فقط على الإقليم غرب نهر الأردن، الذي كان يشار إليها عمومًا باسم فلسطين من قبل الإدارة البريطانية، وأرض إسرائيل من قبل السكان اليهود الناطقين بالعبرية.

### لجنة بيل (1936–37)
خلال الثورة العربية 1936–39 في فلسطين شكلت الحكومة البريطانية لجنة بيل، التي أوصت بتشكيل دولة يهودية وعربية. ودعت إلى دولة يهودية صغيرة في الجليل والشريط البحري، وجيب بريطاني يمتد من القدس إلى يافا، ودولة عربية تغطي البقية. وأوصت اللجنة بإنشاء دولة يهودية صغيرة في منطقة أقل من 1/5 من إجمالي مساحة فلسطين. كان من المقرر أن تنضم المنطقة العربية إلى شرق الأردن. وكان مقررًا إزالة السكان العرب في المناطق اليهودية، بالقوة إذا اقتضت الضرورة، والعكس صحيح، وإن كان ذلك يعني انتقال العرب أكثر بكثير من اليهود. رفض المؤتمر الصهيوني هذا الاقتراح، مع السماح للقيادة بمواصلة التفاوض مع البريطانيين. ورفضت القيادة العربية هذا الاقتراح بالكامل. كل هذا لم يؤدي لشيء، حيث أن الحكومة البريطانية صرفت النظر عن الاقتراح تمامًا بحلول منتصف عام 1938.
في فبراير 1939، عقد مؤتمر سانت جيمس في لندن، ولكن الوفد العربي رفض الاجتماع رسميًا مع نظير اليهودي أو الاعتراف به. انتهى المؤتمر في 17 مارس 1939 دون إحراز أي تقدم. في 17 مايو 1939، أصدرت الحكومة البريطانية الكتاب الأبيض لعام 1939، الذي تم التخلي فيه عن فكرة تقسيم الانتداب لصالح تقاسم اليهود والعرب حكومة واحدة ووضع حصص صارمة على مزيد من الهجرة اليهودية. بسبب الحرب العالمية الثانية الوشيكة والمعارضة من جانب جميع الأطراف، أسقطت هذه الخطة.
أعطت الحرب العالمية الثانية (1939–1945) دفعة للنزعة القومية اليهودية، حيث أكدت المحرقة مجددًا دعوتها إلى الوطن اليهودي. وفي الوقت نفسه، أيد العديد من الزعماء العرب ألمانيا النازية، وهي حقيقة لم تكن تنال إعجاب البريطانيين. ونتيجة لذلك، جمعت بريطانيا طاقتها في كسب الآراء العربية من خلال التخلي عن إعلان بلفور وشرط انتداب عصبة الأمم التي أوكلت إليها بغية إنشاء «وطن قومي يهودي». وقد فعلت بريطانيا هذا بإصدار الكتاب الأبيض عام 1939 الذي سمح رسميًا بانتقال 75,000 يهودي آخر على مدى خمس سنوات (10,000 سنويًا بالإضافة إلى 25,000) كان من المقرر أن يتبعه استقلال الأغلبية العربية. سيدعي البريطانيون فيما بعد أن هذه الحصة قد أنجزت فعلًا من قبل أولئك الذين دخلوا دون موافقتهم.
سعى واضعو الجامعة العربية إلى اشراك العرب الفلسطينيين في إطار الجامعة منذ بدايتها، وقد أعلن مرفق لميثاق الجامعة ما يلي: